# Robert di Cricklade
Robert di Cricklade (Cricklade, ... – dopo il 1174) è stato un letterato inglese, noto anche per esser stato superiore presso il Priorato di Santa Frideswide, a Oxford.

## Biografia
Robert, di etnia anglosassone, era originario di Cricklade, cittadina del Wiltshire. Dopo aver insegnato per un periodo, divenne un canonico agostiniano presso l'abbazia di Cirencester, per poi detenere il priorato di Santa Frideswide a Oxford, ministero che conservò dal 1139 circa fino al 1174, quando si data la sua ultima apparizione come priore. Nel 1158 si recò a Roma, spingendosi poi fino alla Sicilia, e proseguendo il proprio viaggio a Parigi.

## Opere
Robert è stato l'autore di un consistente numero di opere, tra le quali De connubio Iacob, dedicato a Lawrence di Westminster; Defloratio Historiae naturalis Plinii, epitome della Naturalis historia di Plinio il Vecchio, indirizzata ad Enrico II d'Inghilterra; Honiliae super Exechielem; lo Speculum fidei; e Vita et miracula Sancta Thomae Cantuariensis, opera incentrata sull'intensa parabola biografica di Tommaso Becket. A Robert vengono inoltre attribuiti altre due opere - un'edizione annotata e commentata dei Salmi, e una biografia di Santa Frideswide; di questi scritti, solo la biografia di Tommaso Becket è andata perduta. Degli altri disponiamo di copie manoscritte, mentre solo la Defloratio Historiae naturalis Plinii è stata pubblicata, all'inizio del Novecento.
L'epitome di Plinio riveste una straordinaria importanza per la ricezione avuta dalla produzione pliniana nell'Europa medievale. Pare che sia stata redatta negli anni 1130, intesa come materiale didattico per gli studenti; solo dopo Robert decise di inoltrarla a re Enrico. De connubio Iacob venne scritta mentre Robert era a Cirencester, ed era una trattazione allegorica della parabola biblica di Giacobbe. Lo Speculum fidei era una raccolta di vari testi del Vecchio e Nuovo Testamento, ove Robert si lanciò in un'appassionata discussione su vari concetti teologici, rifiutando categoricamente la teologia proposta da Pietro Lombardo.
La biografia di Tommaso Becket, composta intorno al 1173/1174 per omaggiare le abilità curative del Santo (che gli medicò la gamba malata), ha ispirato una saga islandese incentrata sempre su Becket intitolata Thómas saga Erkibyskups, di cui oggi disponiamo solo una copia scritta nella prima metà del Trecento. Questa saga rappresenta tutt'oggi una delle più complete fonti su Tommaso Becket, conservando una discreta parte di ciò che ci è noto sulla biografia di quest'ultimo. La materia biografica di Cricklade ci è pervenuta attraverso gli scritti di Benet di St Albans, altro biografo di Becket, e John di Salisbury.

## Morte
Robert morì intorno al 1174, e venne probabilmente sepolto nel suo priorato. Frank Barlow, uno dei più eminenti studiosi di Becket, ci suggerisce che la biografia di Robert è andata perduta in quanto, piuttosto che lodare Tommaso, era più che altro un solenne encomio al Re.